# Dicranota
Dicranota är ett släkte av tvåvingar. Dicranota ingår i familjen hårögonharkrankar.

## Bildgalleri

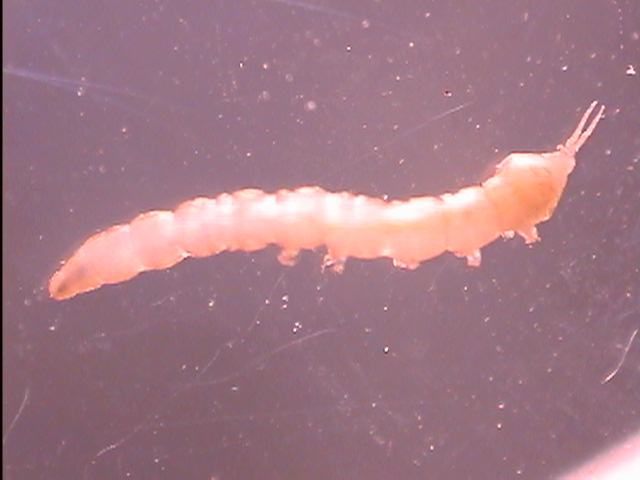
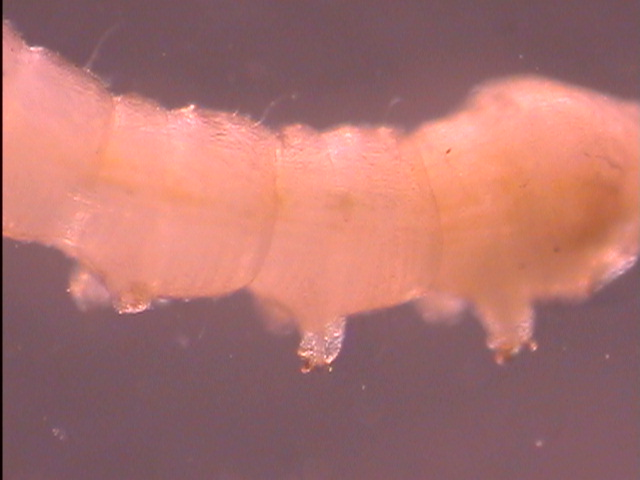

## Dottertaxa tillDicranota, i alfabetisk ordning[1][2]
- Dicranota aberrans
- Dicranota acuminata
- Dicranota akshobya
- Dicranota amatrix
- Dicranota angulata
- Dicranota angustistyla
- Dicranota argentea
- Dicranota arjuna
- Dicranota asignata
- Dicranota astigma
- Dicranota atripes
- Dicranota auripontium
- Dicranota avis
- Dicranota babai
- Dicranota balarama
- Dicranota basistylata
- Dicranota bernardinensis
- Dicranota bicornigera
- Dicranota biloba
- Dicranota bimaculata
- Dicranota brachyneura
- Dicranota brevicornis
- Dicranota brevitarsis
- Dicranota brunettii
- Dicranota caesia
- Dicranota candelisequa
- Dicranota capillata
- Dicranota carbo
- Dicranota cascadica
- Dicranota catawbiensis
- Dicranota cayuga
- Dicranota cazieriana
- Dicranota chorisa
- Dicranota cinerascens
- Dicranota circipunctata
- Dicranota claripennis
- Dicranota clausa
- Dicranota clementi
- Dicranota commutata
- Dicranota complicata
- Dicranota concavista
- Dicranota confusa
- Dicranota consimilis
- Dicranota consors
- Dicranota cosymbacantha
- Dicranota crassicauda
- Dicranota currani
- Dicranota delectata
- Dicranota denningi
- Dicranota diacantha
- Dicranota dicranotoides
- Dicranota dione
- Dicranota diprion
- Dicranota divaricata
- Dicranota elegantula
- Dicranota emarginata
- Dicranota engelmannia
- Dicranota eucera
- Dicranota exclusa
- Dicranota fascipennis
- Dicranota fastuosa
- Dicranota fenderi
- Dicranota ferruginea
- Dicranota festa
- Dicranota flammatra
- Dicranota flaveola
- Dicranota flavibasis
- Dicranota forceps
- Dicranota fumicostata
- Dicranota fumipennis
- Dicranota furcistyla
- Dicranota fuscipennis
- Dicranota garhwalensis
- Dicranota gibbera
- Dicranota gracilipes
- Dicranota guerini
- Dicranota guérini
- Dicranota hickmanae
- Dicranota hirtitergata
- Dicranota hoplomera
- Dicranota hyalipennis
- Dicranota idiopyga
- Dicranota impotens
- Dicranota incompleta
- Dicranota indica
- Dicranota indra
- Dicranota integriloba
- Dicranota iowa
- Dicranota iranensis
- Dicranota irregularis
- Dicranota kaliya
- Dicranota khumyarae
- Dicranota kulshanensis
- Dicranota lackschewitziana
- Dicranota lacteipennis
- Dicranota landrocki
- Dicranota lassenensis
- Dicranota laticollis
- Dicranota longisector
- Dicranota lucidipennis
- Dicranota luteibasis
- Dicranota luteola
- Dicranota macracantha
- Dicranota maculata
- Dicranota major
- Dicranota mannheimsi
- Dicranota martinovskyi
- Dicranota megalops
- Dicranota megaplagiata
- Dicranota megomma
- Dicranota melanoleuca
- Dicranota mesasiatica
- Dicranota metaspectralis
- Dicranota mexicana
- Dicranota mikiana
- Dicranota minuta
- Dicranota modesta
- Dicranota neoconsors
- Dicranota neomexicana
- Dicranota niphas
- Dicranota nippoalpina
- Dicranota nipponica
- Dicranota nooksackensis
- Dicranota nooksackiae
- Dicranota notabilis
- Dicranota notmani
- Dicranota noveboracensis
- Dicranota nubecula
- Dicranota nuptialis
- Dicranota obesistyla
- Dicranota ompoana
- Dicranota ontakensis
- Dicranota ophidia
- Dicranota pallens
- Dicranota pallida
- Dicranota pallidipes
- Dicranota pallidithorax
- Dicranota paraconsors
- Dicranota paraspectralis
- Dicranota parvella
- Dicranota parviuncinata
- Dicranota pavida
- Dicranota perdistincta
- Dicranota perelegantula
- Dicranota perlongiseta
- Dicranota perpallida
- Dicranota perproducta
- Dicranota persessilis
- Dicranota persimilis
- Dicranota petiolata
- Dicranota phantasma
- Dicranota plana
- Dicranota platymera
- Dicranota polaris
- Dicranota polymera
- Dicranota polymeroides
- Dicranota praecisa
- Dicranota pretiosa
- Dicranota princeps
- Dicranota pristis
- Dicranota profunda
- Dicranota punctipennis
- Dicranota quadrihamata
- Dicranota querula
- Dicranota radialis
- Dicranota rainierensis
- Dicranota reducta
- Dicranota reitteri
- Dicranota reticularis
- Dicranota retrorsa
- Dicranota rhododendri
- Dicranota rivularis
- Dicranota robusta
- Dicranota rogersiana
- Dicranota rorida
- Dicranota rostrata
- Dicranota rostrifera
- Dicranota rubescens
- Dicranota ruficornis
- Dicranota sanctaeluciae
- Dicranota schistacea
- Dicranota separata
- Dicranota serrulifera
- Dicranota sessilis
- Dicranota setulifera
- Dicranota shushna
- Dicranota sibirica
- Dicranota sicaria
- Dicranota simplex
- Dicranota simulans
- Dicranota sinoalpina
- Dicranota sordida
- Dicranota spectralis
- Dicranota spina
- Dicranota spiralis
- Dicranota squarrosa
- Dicranota stainsi
- Dicranota stenomera
- Dicranota stenostyla
- Dicranota stigma
- Dicranota strepens
- Dicranota subapterogyne
- Dicranota subconsors
- Dicranota subflammatra
- Dicranota subreticularis
- Dicranota subsessilis
- Dicranota subsordida
- Dicranota subspectralis
- Dicranota subtilis
- Dicranota subtumidosa
- Dicranota tashepa
- Dicranota tehama
- Dicranota tenuipes
- Dicranota tergata
- Dicranota tetonicola
- Dicranota tigriventris
- Dicranota townesi
- Dicranota trichoneura
- Dicranota trichopyga
- Dicranota trifurcata
- Dicranota trilobulata
- Dicranota tuberculata
- Dicranota tumidosa
- Dicranota unilobata
- Dicranota uninebulosa
- Dicranota uniplagia
- Dicranota vajra
- Dicranota vanduzeei
- Dicranota vishnu
- Dicranota vritra
- Dicranota xanthosoma
- Dicranota yanoana
- Dicranota yezoensis
- Dicranota yonahlossee